# ムクロジ
ムクロジ（無患子、学名: Sapindus mukorossi）はムクロジ科ムクロジ属の落葉高木。
東アジアから東南アジア・インドの温帯域に分布し、日本では寺社に植栽された巨木も見られる。10枚前後の偶数の小葉を持つ大型の羽状複葉で、秋は黄色に紅葉する。果実は石鹸代わりになり、soapberryとも呼ばれる。種子は羽根つきの羽根の玉に使われる。

## 名称
和名「ムクロジ」の由来は、実や種子に薬効があることから、中国名（漢名）で「無患子」といい、それを日本語で「ムクロシ」の読みを当てて、それが転訛したとされる。別名、ムク、シマムクロジ、ムニンムクロジ、セッケンノキともよばれる。

### 学名
ムクロジは1788年にドイツのヨーゼフ・ゲルトナーの『植物の果実と種子について』(De Fructibus et Seminibus Plantarum) で Sapindus mukorossi という学名が与えられたが、種小名 mukorossi は日本語の俗称、つまりまさに「ムクロジ」の名に基づいたものであると考えられる。その後ポルトガルのジョアン・デ・ルーレイロが1790年に『コーチシナ植物誌』(Flora Cochinchinensis) で記載した Sapindus abruptus、イギリスのウィリアム・ロクスバラがベンガル地方で見つけ報告した Sapindus detergens、ヒマラヤ地域やネパール、シレットに見られた Sapindus acuminatus、1935年に日本の津山尚が小笠原諸島母島の旧北村付近で採取された標本を基に『植物学雑誌』上で記載した Sapindus boninensisは、後にいずれも S. mukorossi のシノニムとして扱われるようになった。

## 分布
インドから東アジアの温帯およびインドシナにかけて分布し、具体的にはネパール、インド（旧ジャンムー・カシミール州、ヒマーチャル・プラデーシュ州、ウッタラーカンド州、アッサム州を含む）、ミャンマー、タイ、ラオス、ベトナム、中華人民共和国（海南省、南中央部、南東部）、台湾、朝鮮、日本（南西諸島、小笠原諸島、火山列島を含む）に自生し、パキスタンやジョージアにも持ち込まれている。
日本では新潟県・茨城県以西の本州、四国、九州で見られる。低地、あるいは山地に自生する。日本では、庭木にも植えられ、しばしば寺や神社に植えられている。

## 性質
落葉広葉樹の高木で、樹高は7 - 15メートル (m) ほどになり、中には20 mを超える巨木になる。樹形は逆円錐形になる。雌雄同株。樹皮は黄褐色で平滑、老木になると裂けて大きく剥がれる。一年枝は、太くて無毛、皮目が目立つ。
葉は互生し、40 - 70センチメートル (cm) の偶数羽状複葉で、小葉は8 - 16枚つき、先端の小葉はない。小葉は長さ7 - 15 cm、広披針形で全縁。葉軸に対して小葉は完全な対生ではなく、多少ずれてつく。晩秋になると葉は黄葉する。鮮やかな黄色から、次第に色濃くなって、葉が散るころには縮れながら褐色が強くなる。枯れ葉も黄色を帯びた明るい褐色で、目立つ。ムクロジ目の樹木は紅葉が鮮やかなものが多い。
花期は6月ごろで、花は淡緑色で、枝先に30 cm程度の大きな円錐花序となって多数咲く。花は直径4 - 5 mm、雄花には8-10個の長い雄蕊、雌花には短い雄蕊と雌蕊がある。花穂はほとんどが雄花である。
果期は10 - 11月ごろで、果実は直径2 cmの球形で、液果様で黄褐色に熟して、落葉後でも1月ごろまで残っている。果実のなかに黒くて大きな球状の種子を1個含む。
冬に落葉すると、葉痕の面は蝋質感があり、中央がやや色づいていて、維管束痕が3個あることから、笑った顔や猿の顔のようにも見える。冬芽は葉痕に比べるとかなり小さい円錐形で、副芽を下に付ける。仮頂芽は側芽より小さく、芽鱗は4枚つく。

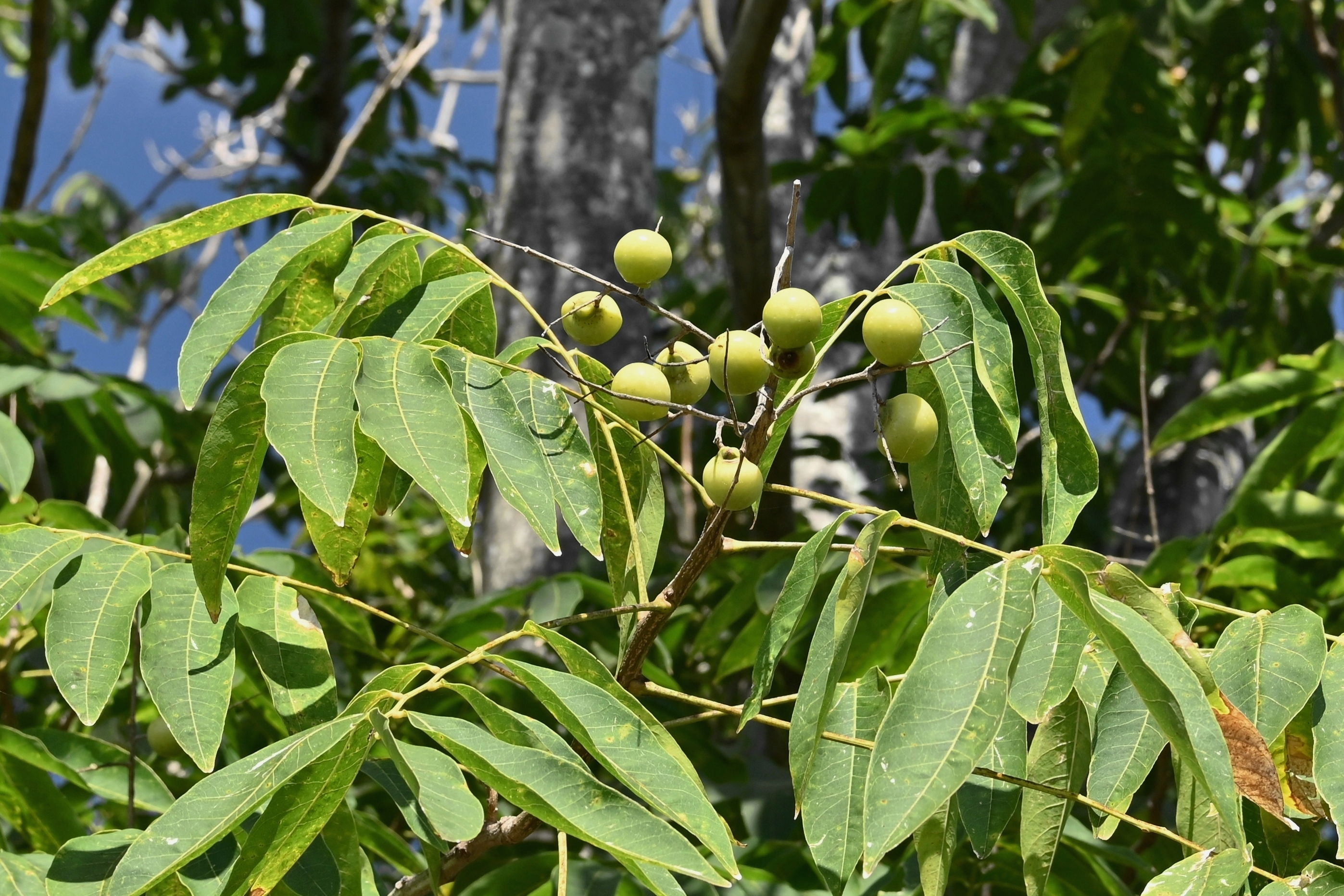
ムクロジの未熟果

## 利用
果皮はサポニンを含み、サポニンには水に溶かすと泡立つ成分があり、サイカチ同様石鹸代わりに用いられる。種子はかたく、数珠や羽根突きの羽根の元にある黒い玉の材料にされる。
ムクロジの黒い果実の皮を、漢方薬では延命皮と称している。女性用避妊具として利用された。